# Anton (gmina)
Anton (bułg. Община Антон) – gmina w zachodniej Bułgarii, w obwodzie sofijskim.

## Miejscowości
Jedyną miejscowością gminy Anton jest wieś Anton.